# Goddo
Goddo, ook wel gespeld als Godo, is een klein dorp in Suriname. Goddo ligt in het district Sipaliwini aan de Boven-Surinamerivier, op 89 meter boven zeeniveau. De landingsbaan van Djoemoe ligt vlak bij het dorp. Hier komen de Gran Rio en Pikin Rio samen en vormen dan de Surinamerivier.
In maart 2021 kreeg minister David Abiamofo van Natuurlijke Hulpbronnen groen licht van het traditionele gezag om een groot zonne-energieproject op te zetten in Botopasi dat ten goede komt aan een groot aantal dorpen langs de rivier, waaronder Goddo.
In de tweede helft van de jaren 2010 werd in onder meer Goddo een pilotproject gestart om de teelt van rijst in het gebied te verbeteren. De methode werd samen met de Stichting Ecosysteem 2000 ontwikkeld.
Abenaston · Adawai · Akisiaman · Akwaukondre · Amakakondre · Asenbaso · Asidonhopo · Aurora · 
Begoeba · Begoon · Bekiokondre · Bendikwai · Bendiwata · Biudoematoe  · Bofokoele · Botopasi ·
Dan · Dangogo · Daume · Debikè · Deboo · Djemongo · Djoemoe · Duwatra ·
Foetoenakaba · Gingiston · Goddo · Godowatra · Goejaba · Gran Slee · Grantatai · Gunsi ·
Heikoenoenoe · Jawjaw ·
Kaajapati · Kajana · Kambaloea · Kampoe · Koonoo · Kuututen ·
Ladouanie · Lespansi · Ligorio · Malobi · Malroseekondre · Masiakriki · Moitori ·
Nazaleti · Nieuw-Aurora · Padalafanti · Pambo Oko · Pikin Slee · Pingpe · Pokigron ·
Saloebanga · Semoisi · Soolan · Stonhoekoe · Tjaikondre · Toemaripa · Toetoeboeka